# Orlík nad Vltavou
Orlík nad Vltavou é uma comuna checa localizada na região da Boêmia do Sul, distrito de Písek.